# Белл, Джошуа
Джошуа Белл (англ. Joshua Bell; род. 9 декабря 1967, Блумингтон, штат Индиана) — американский скрипач. 

## Очерк биографии и творчества
Отец Алан Пол Белл (психолог, работал в Институте Кинси и в университете штата Индиана) шотландского происхождения, мать Ширли Белл — еврейка (её мать родом из Минска). Сам Джошуа идентифицирует себя как еврей. 
Ученик Джозефа Гингольда, Белл отличался от многих юных музыкантов своей приверженностью к обычному для детей и подростков образу жизни (известно, в частности, что в десятилетнем возрасте он даже участвовал в детском чемпионате США по теннису). В дальнейшем Белл также сочетал карьеру блестящего академического музыканта с участием в различных телепередачах (в том числе «Улица Сезам»), записью музыки для популярных фильмов — в частности, именно Белл исполнял музыку Джона Корильяно для саундтрека к фильму «Красная скрипка» (Корильяно специально благодарил Белла за вдохновенное исполнение при получении премии Оскар за лучшую оригинальную музыку); позднее скрипка Белла звучала в саундтреке к фильму «Ангелы и демоны».
В рамках склонности Белла к участию в не совсем обычных для крупного академического музыканта акциях можно рассматривать и эксперимент, проведённый с его участием 12 января 2007 года по инициативе газеты «Вашингтон пост»: на протяжении 43 минут Белл играл в вестибюле станции метро в Вашингтоне под видом обычного уличного музыканта. Из тысячи человек, проходивших мимо, лишь один узнал его в лицо и лишь на пять или шесть он произвёл особое впечатление. При этом Белл заработал всего 32 доллара. Этот эксперимент был отражён в развёрнутом очерке известного журналиста Джина Вайнгартена, размышлявшего на этом примере о природе прекрасного и о его месте в жизни современного человека.
Собственно музыкальные достижения Белла были в 2007 году отмечены Премией Эвери Фишера.
Джошуа Белл играет на скрипке Gibson ex-Huberman работы Антонио Страдивари 1713 года.
У музыканта есть трое сыновей — Джозеф, Бенджамин и Самюэль. Двое младших — близнецы, родились 31 января 2010 года.